# Коляда Володимир Андрійович
Володи́мир Андрі́йович Коляда́ (нар. 2 серпня 1947, Гоголів Радехівського району Львівської області) — український актор. Народний артист України (1999).

## Життєпис
1967 — закінчив театральну студію при Київському українському драматичному театрі ім. Івана Франка (викладачі А. Н. Скибенко і К. П. Степанков).
1967—1968 — служба в ансамблі Київського військового округу.
Від 1968 — актор Національного академічного драматичного театру імені Івана Франка.
Зіграв більше ніж в 100 п'єсах.
Знімався в кіно.
На початку 1990-х вів на телебаченні вечірню казку для дітей.

## Ролі в театрі
- Меркурій («Енеїда» за І. Котляревським)
- Менахем («Тев'є-Тевель» за Шолом-Алейхемом)
- Шпак («Шельменко-денщик» Г. Квітки-Основ'яненка)
- Дідько Лисий («Даринка, Гриць та нечиста сила» В. Бойка)
- Дурник («Санаторійна зона» за М. Хвильовим)
- Той, що греблі рве («Лісова пісня» Лесі Українки)
- Шульга («Гетьман Дорошенко» Л. Старицької-Черняхівської)
- Мартин Боруля («Мартин Боруля» І. Карпенка-Карого)
- Азазелло («Майстер і Маргарита» за М. Булгаковим)
- Планше («Ех, мушкетери, мушкетери…» Є. Євтушенка)
- Роберто («Моя професія — синьйор з вищого світу» Д. Скарніччі, Р. Тарабузі)
- Лікар («Різдво у домі Куп'єлло» Е. де Філіппо)
- Блазень, Баптиста («Король Лір», «Приборкання норовливої» В. Шекспіра)

## Ролі в кіно
- Човник («Козаки йдуть», 1991)
- Кресало («Гетьманські клейноди», 1993)
- Іскра («Молитва за гетьмана Мазепу», 2001)

## Визнання
- 1999 — Народний артист України
- 2008 — Орден «За заслуги» III ступеня[2]
- 2009 — Премія Кабінету Міністрів України імені Лесі Українки за роль Кайдаша у виставі «Кайдашева сім'я» І. Нечуй-Левицького[3]
- 2010 — Подяка Прем'єр-Міністра України